# Stanisław Papczyński
Stanisław Papczyński, en religió Estanislau de Jesús i Maria (Podegrodzie, Polònia, 18 de maig de 1631 - Góra Kalwaria, 17 de setembre de 1701) fou un prevere catòlic polonès, autor eclesiàstic, membre de l'orde dels escolapis i fundador de la Congregació de Clergues Marians, primer orde masculí fundat a Polònia. És venerat com a sant per l'Església Catòlica Romana: el decret pontifici fixa la data de canonització el 5 de juny de 2016.

## Biografia
Nascut a Podegrodzie, prop de Stary Sącz, amb el nom de Jan Papka, era el més petit dels vuit fills del ferrer Tomasz Papka i de Zofia Tacikowska. De petit, ajudà la família i treballà de pastor; anà a escola, però no hi destacà; malgrat això, estudià a Podegrodzie, Nowy Sacz, Jaroslaw, l'escola dels escolapis de Podoliniec i la dels jesuïtes de Lviv. Als 23 anys va acabar estudis de filosofia amb el jesuïtes de Rawa Mazowiecka.
Malgrat que els seus pares li havien concertat un matrimoni avantatjós amb una pubilla, va decidir de dedicar-se a la vida religiosa i el 2 de juliol de 1654 ingressà a l'orde dels Clergues Regulars de les Escoles Pies, que feia poc que havia arribat a Podoliniec, prenent el nom d'Estanislau de Jesús i Maria. A Varsòvia va fer el noviciat i estudià teologia amb els Frares Menors Observants, a l'època de les guerres amb Suècia.
Professà a l'orde el 22 de juliol de 1656, convertint-se en el primer membre polonès de la congregació escolàpia. S'ordenà com a sacerdot el 12 de març de 1661. Va ensenyar retòrica als col·legis de Rzeszow i Podoliniec, i després de 1661 al col·legi de Varsòvia. Feia servir com a llibre de text el Prodromus reginae artium (Missatger de la reina de les arts) que ell mateix havia escrit i que serví per a l'ensenyament durant molt de temps per la seva innovació pedagògica i la selecció de textos que hi feia.
També desctacà com a predicador i confessor, i els seus sermons eren lloats pels intel·lectuals de la capital. Els seus contactes li permeteren reunir un gran suport per a la causa de beatificació del fundador de la congregació, Josep de Calassanç. Molt devot de la Mare de Déu, en 1663-1667, Stanislaus dirigí la Confraria de la Mare de Déu de la Gràcia, patrona de Varsòvia, la imatge de la qual es venerava a l'església escolàpia del carrer de Dluga.
Malgrat el seu èxit i popularitat, i la seva gran tasca, Papczyński no va mantenir bones relacions amb els seus superiors. Papczyński volia restaurar el rigor i la disciplina originals de la congregació, mentre que els superior defenien la laxitud i tolerància que s'hi donaven. Volent portar a la pràctica aquest ideal, va pensar de formar una nova comunitat, davant la incomprensió dels seus companys. Escrigué en aquest període obres d'espiritualitat i meditació sobre la Passió de Crist, com Orator crucifixus (L'orador crucificat) i Christus patiens (Crist sofrent).

### Fundació de la congregació
En veure que al si de la congregació no podria dur a terme la seva idea, demanà als superiors l'autorització per abandonar-la, deixant-la l'11 de desembre de 1670, expressant el desig de fundar la futura congregació de la Societat dels Clergues Marians de la Immaculada Concepció. No hi havia precedents de congregacions o ordes creats a Polònia (totes les existents venien de fora) i el seu origen humil, en una societat molt aristocràtica, i l'ideal d'austeritat que propugnava feien difícil que tingués èxit.
Trobà suport al bisbe de Poznań Stefan Wierzbowski i, rebutjant altres oferets de Cracòvia i Plock, anà com a capellà a la casa de Jakub Karski a Lubocza, prop de Nowe Miasto-on-Pilica, mentre preparava la fundació. En setembre de 1671 vestí el nou hàbit blanc, en honor de la Immaculada, i redactà els estatuts de la comunitat, la Norma vitae (Regla de vida), a més d'escriure alguns tractats morals i ascètics: Templum Dei Mysticum (Temple místic de Déu), on defenia la idea que els laics, i no només els religiosos, són cridats a la santedat.
En 1673, anà a Puszcza Korabiewska (prop de Skierniewice), on un antic soldat, Stanislaus Krajewski, i companys seus vivien fent vida eremítica. Aquí fou on Papczyński instal·là la primera casa del nou institut, anomenada Casa de Retir, triant els eremites com a primers membres de la congregació. El bisbe Stanislaus Swiecicki, que els visità el 24 d'octubre de 1673, aprovà la manera de viure de la comunitat i els seus estatuts, on remarcaven la vida eremítica i de penitència; aquesta data és considerada la de l'inici de la vida de la congregació, anomenada Congregació de Pares Marians de la Immaculada Concepció, i coneguda com a congregació dels Marians. La congregació tenia com a objectius estendre la devoció a la Mare de Déu Immaculada (val a dir que el dogma de la Immaculada Concepció no es va proclamar fins al segle xix), i pregar per les ànimes del purgatori (especialment pels que havien mort en batalla o víctimes d'epidèmies i guerres; quan acompanyà els exèrcits polonesos en 1674 veié com molts soldats morien sense haver-se confessat ni preparat per a aquest pas)), a més de fer apostolat i pastoral: catequesi, predicació, ajut als rectors de poble. Com a mitjà per lluitar contra l'alcoholisme, molt estès entre la població humil, va introduir a la congregació l'abstinència de vodka.
El bisbe Wierzbowski veié en l'institut una oportunitat per renovar la vida religiosa de la diòcesi i n'afavorí l'expansió. S'establiren a Gora, prop de Varsòvia, a Mazowsze. En 1677 reberen l'església i el monestir del Cenacle del Senyor. L'institut deixà el seu caràcter eremític per dedicar-se a l'apostolat amb els pelegrins i els fidels de les parròquies properes. El mateix bisbe aprovà canònicament la congregació el 21 d'abril de 1679; tenia llavors dues cases. El rei Joan III Sobieski va prendre la congregació sota la seva protecció.

### Aprovació de l'institut
La mort del bisbe Wierzbowski en 1687 provocà que l'institut perdés el seu principal valedor. Papczyński, amb seixanta anys, anà a peu a Roma en 1690 per obtenir l'aprovació papal de la congregació. La Santa Seu, però, era vacant, i només pogué obtenir l'afiliació espiritual dels marians a altres ordes; l'aprovació dels estatuts tindria lloc dos anys després. En 1699, Papczyński envià a Roma el frare Joachim Kozlowski per obtenir l'aprovació de l'institut, però trobà problemes per mantenir-la amb una regla pròpia. Kozlowski, llavors, acceptà la Regla de les deu virtuts de la Santa Verge Maria dels Frares Menors Observants, per la qual cosa els marians passaven a dependre jurídicament d'aquest orde; es mantenien, però, les peculiaritats dels marians. Innocenci XII aprovà llavors el document del general dels franciscans el 24 d'octubre de 1699.
Els marians es convertien així en una congregació clerical de vots solemnes i ja no depenien de l'autoritat dels bisbes, sinó dels superiors de l'orde franciscà. L'orde abandonà definitivament la vida eremítica i es dedicà a l'apostolat, especialment a l'ensenyament cristià a les classes baixes. El 6 de juny de 1701, Papczyński i altres frares pronunciaren la professió solemne dels seus vota. Poc després morí en llaor de santedat, el 17 de setembre del mateix 1701. Fou sebollit a l'església del Cenacle de Gora Kalwaria.

## Veneració
La causa de beatificació s'inicià en 1767, però fou interrompuda en 1775 per les circumstàncies històriques. Només es tornà a reprendre el 1953, i els documents per defensar la causa no es reuniren fins al 1980. El 1992 fou proclamat venerable per haver practicat les virtuts en grau heroic.
Finalment, Stanislaus Papczyński fou beatificat el 16 de setembre de 2007, al santuari de Licheń, en una cerimònia presidida pel cardenal Tarcisio Bertone en representació de Benet XVI. El 21 de gener de 2016 se signà el decret que en reconeixia un segon miracle; el 15 de març se'n fixà la data de la canonització per al 5 de juny de 2016.